# Toyota TF103
 (signalé en mai 2025).
Si vous disposez d'ouvrages ou d'articles de référence ou si vous connaissez des sites web de qualité traitant du thème abordé ici, merci de compléter l'article en donnant les références utiles à sa vérifiabilité et en les liant à la section « Notes et références ».
- Archive Wikiwix
- Bing
- Cairn
- DuckDuckGo
- E. Universalis
- Gallica
- Google
- G. Books
- G. News
- G. Scholar
- Persée
- Qwant
- (zh) Baidu
- (ru) Yandex
- (wd) trouver des œuvres sur Wikidata

Chronologie des modèles (2003)
Toyota TF102 Toyota TF104
La Toyota TF103 est la monoplace engagée par l'écurie Toyota F1 Team lors de la saison 2003 de Formule 1. Elle est pilotée par le Français Olivier Panis et le Brésilien Cristiano Da Matta. Les pilotes d'essais sont  Ricardo Zonta et Ryan Briscoe.
La TF103 est une évolution de la Toyota TF102 avec quelques améliorations puisqu'elle est plus légère, a plus d'appuis et son moteur Toyota RVX-03, plus léger que le Toyota RVX-02, est plus puissant.
Grâce à la TF103, Toyota obtient de meilleurs résultats en course que l'année précédente : l'écurie japonaise finit plus régulièrement dans les points et a même occupé les deux premières places du Grand Prix de Grande-Bretagne pendant quelques tours.
À la fin de la saison, Toyota termine huitième du championnat des constructeurs avec 16 points.

## Résultats en championnat du monde de Formule 1

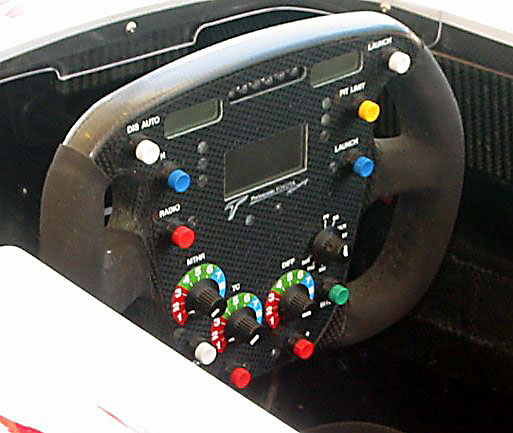
Le volant de la Toyota TF103

| Saison | Écurie                  | Moteur            | Pneus    | Pilotes            | Courses | Courses | Courses | Courses | Courses | Courses | Courses | Courses | Courses | Courses | Courses | Courses | Courses | Courses | Courses | Courses | Points inscrits | Classement |
| Saison | Écurie                  | Moteur            | Pneus    | Pilotes            | 1       | 2       | 3       | 4       | 5       | 6       | 7       | 8       | 9       | 10      | 11      | 12      | 13      | 14      | 15      | 16      | Points inscrits | Classement |
| ------ | ----------------------- | ----------------- | -------- | ------------------ | ------- | ------- | ------- | ------- | ------- | ------- | ------- | ------- | ------- | ------- | ------- | ------- | ------- | ------- | ------- | ------- | --------------- | ---------- |
| 2003   | Panasonic Toyota Racing | V10 Toyota RVX-03 | Michelin |                    | AUS     | MAL     | BRÉ     | SMR     | ESP     | AUT     | MON     | CAN     | EUR     | FRA     | GBR     | ALL     | HON     | ITA     | USA     | JAP     | 16              | 8e         |
| 2003   | Panasonic Toyota Racing | V10 Toyota RVX-03 | Michelin | Olivier Panis      | Abd     | Abd     | Abd     | 9       | Abd     | Abd     | 13      | 8       | Abd     | 8       | 11      | 5       | Abd     | Abd     | Abd     | 10      | 16              | 8e         |
| 2003   | Panasonic Toyota Racing | V10 Toyota RVX-03 | Michelin | Cristiano da Matta | Abd     | 11      | 10      | 12      | 6       | 10      | 9       | 11      | Abd     | 11      | 7       | 6       | 11      | Abd     | 9       | 7       | 16              | 8e         |

Légende : ici 